# Тьомкін Дмитро Зіновійович
Дмитро́ Зино́війович Тьо́мкін (англ. Dimitri Tiomkin; 10 травня 1894, Кременчук, Полтавська губернія — 11 листопада 1979, Лондон, Велика Британія) — американський композитор, родом з України. Працював переважно в жанрі кіномузики, чотирикратний лауреат премії «Оскар».

## Біографія

### Ранні роки (1894—1921)

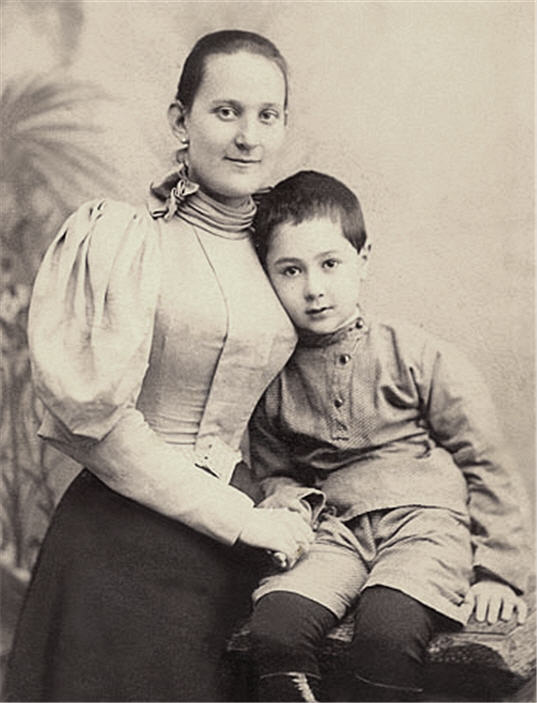

#### Кременчук
Дмитро Зиновійович Тьомкін народився у Кременчуці 10 травня 1894 року в єврейській родині. Його батько, Зіновій Іонович Тьомкін був лікарем і на початку 1890-х років відкрив медичну практику в Кременчуці Полтавської губернії. Одружився з Марією Давидівною Тартаковською — представницею однієї з найвідоміших єврейських сімей міста. Рідний брат Марії (дядько Дмитра) Мойсей Давидович Тартаковський — був відомим у місті зубним лікарем. Марія Тартаковська була вчителькою музики, викладала гру на фортепіано. Саме вона давала перші уроки музики маленькому Дмитрові. Тьомкін свого часу описав матір як «маленьку, біляву, веселу і жваву» Разом з Дмитром музики навчалися дві його сестри — Тетяна та Жанна. У 1900 році сім'я Темкіних жила в будинку на вул. Херсонській. (сучасна назва — вул. Лейтенанта Покладова). Запис в званні Полтавської губернії 1904 року свідчить про те, що в 1904 році сім'я Темкіних вже жила в іншому місці Кременчука, на вулиці Докторській (зараз — вулиця Академіка Маслова).

#### Петербург
У 1907 році, у тринадцятирічному віці став студентом Петербурзької консерваторії. Там він навчався по класу фортепіано у Фелікса Блуменфельда та Ізабели Венгерової, а по класу композиції — в Олександра Глазунова. Він заробляв собі на прожиття уроками музики та супроводженням німих фільмів (що дало йому перший досвід у кіномузиці), а у вільний час відвідував славетне кабаре «Бродячий пес», притулок богеми та модерністів (товаришували йому, зокрема, його співучень Сергій Прокоф'єв та відомий танцівник Михайло Фокін. Саме у цьому кабаре він вперше познайомився з американською музикою — «Alexander's Ragtime Band» Ірвінґа Берліна та іншими творами у стилі реґтайму, блюзу та раннього джазу.
Після подій 1917 року Тьомкін на службі в політуправлінню Петроградського військового округу брав участь у підготовці та музичному оформленні більшовицьких свят, зокрема першотравневої «Містерії звільненої праці» та масштабної інсценізації «Штурм Зимового палацу» (7 листопада 1920), в якій було задіяно понад тисячу виконавців, серед них 500 музикантів.
Але життя в більшовицькій Росії давало небагато надії на успіхи в музичній кар'єрі, й Тьомкін незабаром покидає Петербург.

### Берлін (1921—1923), Париж (1924—1925)
1921 року Тьомкін виїхав до Берліна, де тоді мешкав його батько, що працював асистентом у знаменитого Пауля Ерліха (до речі, інколи можна зустріти твердження, ніби рік народження Дмитра Тьомкіна — 1899, але ця помилка трапилася через те, що батько навмисне сфальшував дату у Дмитровому паспорті, щоб приховати свій справжній вік від своєї другої жінки). У Берліні молодий піаніст брав уроки у Ферруччо Бузоні та його учнів Еґона Петрі й Міхаеля фон Цадори, а 1924 року виїхав на гастролі до Парижу, а звідти, за рекомендацією Федора Шаляпіна, — до Сполучених Штатів, де спочатку акомпанував балетній трупі, в якій зустрів свою майбутню дружину Альбертину Раш.
1928 року Тьомкін мав величезний успіх у Парижі, де виступив як соліст на європейській прем'єрі Фортепіанного концерту Джорджа Ґершвіна.

### Голівуд (1929—1967)
Від 1929 року починається голівудська кар'єра Тьомкіна, якій він спочатку завдячував дружині (Альбертина підготувала того року хореографію для трьох мюзиклів компанії Метро-Ґолдвін-Меєр, а музику писав Дмитро). Від початку тридцятих років він стає одним з провідних композиторів Голлівуду. Особливий успіх мала його музика до «ковбойських» фільмів, вестернів. На запитання, як людина зі слов'янських теренів може так добре відчувати й втілювати в музиці поезію рівнин американського Заходу, композитор відповів, посилаючись на своє походження з України: «Бо степ є степ!» (варто підкреслити, що він вжив не звичне для Америки prairie, а слово українського походження steppe).
Під час Другої світової війни Тьомкін написав музику до кільканадцяти документальних стрічок, за що мав спеціальну нагороду від американського військового міністерства.
1953 року він дістав одразу два «Оскари» — за музику до фільму «Рівно опівдні» та за пісню «Do Not Forsake Me, Oh My Darlin’ » з того ж таки фільму. Ще два «Оскари» він отримав за музику до фільмів «Високий та могутній» (англ. The High and the Mighty, 1955) і «Старий та море» (англ. The Old Man and the Sea, 1959) за повістю Гемінґвея.

### Повернення до Європи (1968—1979)
Тьомкін не тільки писав кіномузику, але й виступав як продюсер (відомий у колишньому СРСР вестерн «Золото Маккенни», 1969).
1967 року, поховавши кохану дружину та переживши напад грабіжників, Тьомкін виїхав до Європи, де й мешкав до кінця свого життя. Серед його доробку останніх років — музика до фільму «Чайковський» (Мосфільм, 1970).
Був нагороджений двома французькими орденами Почесного легіону (кавалер та офіцер ордена) та іспанським Хрестом кавалера Ордена Ізабели Католицької.

## Пам'ять
16 лютого 2016 року рішенням Кременчуцької міської ради Полтавської області на виконання законів про декомунізацію в Україні один з кременчуцьких провулків (провулок Крупської) було перейменовано на честь Дмитра Тьомкіна.

## Фільмографія
| Рік  | Українська назва        | Оригінальна назва       | Участь     | Примітки |
| ---- | ----------------------- | ----------------------- | ---------- | -------- |
| 1929 |                         | Devil-May-Care          | композитор | м        |
| 1930 |                         | Crazy Housee            | композитор | к        |
| 1930 |                         | Lord Byron of Broadway  | композитор | м        |
| 1930 |                         | Our Blushing Brides     | композитор | д        |
| 1929 |                         | Rogue Song, The         | композитор | м        |
| 1931 |                         | Devil's Cabaret, The    | композитор |          |
| 1931 |                         | Resurrection            | композитор | м        |
| 1953 | Ангельське обличчя      | Angel Face              | композитор |          |
| 1958 | Старий і море           | The Old Man and the Sea | композитор | д        |
| 1960 | Форт Аламо              | The Alamo               | композитор | ф        |
| 1961 | Гармати острова Наварон | The Guns of Navarone    | композитор | ф        |
| 1961 |                         | Gunslinger              | композитор | тс       |
| 1971 | Чайковський             | Tchaikovsky             | продюсер   | ф        |

## Нагороди
Серед безлічі інших нагород Дмитро Тьомкін має чотири премії Оскар:
1953
- за найкращу музику до фільму «Саме опівдні» (1952)
- за найкращу пісню до того ж фільму (пісня «Не залишай мене, мій милий»)

1955
- за найкращу музику до фільму «Високий та могутній» (1954)

1959
- за найкращу музику до фільму «Старий та море» (1958)

та шість Золотих глобусів:
1953
- Найкраща музика до фільму — кінофільм «Саме опівдні» (1952)

1961
- Найкраща музика до фільму — кінофільм «Аламо» (1960)

1962
- Найкраща музика до фільму — кінофільм «Гармати острова Наварон» (1961)
- Найкраща пісня «Безжалісне місто» з однойменного «фільму» (1961)

1965
- Найкраща музика до фільму — кінофільм «Падіння Римської Імперії» (1964)
- Найкраща пісня «Світ цирку» з однойменного фільму (1964)